# Lee (Londen)
Lee is een wijk in het Londense bestuurlijke gebied London Borough of Lewisham, in het zuidoosten van de regio Groot-Londen.